# Smallable
Smallable est une entreprise française spécialisée dans la vente de produits de mode et de décoration pour la famille. Elle opère principalement via son site de vente en ligne. Environ 750 créateurs y sont référencés.

## Histoire
Smallable est créée en 2008 à Paris par Cécile Roederer et Pierre Rochand et se positionne à l'époque comme un concept-store online dédié à l’univers de l’enfant. Le site édite également un magazine en ligne. L'entreprise cible les « digital moms » disposant d'un fort pouvoir d'achat avec un panier moyen à presque 200 euros. Son activité s'inscrit dans une tendance de société où les frontières entre adulte et enfant sont supprimées et où les consommateurs eux-mêmes mettent en scène leur vie familiale. 
En 2010, une première levée de fonds de 2 millions d’euros est réalisée auprès d’Alven Capital afin notamment d'internationaliser les activités.
En 2013, l'offre mode et décoration est élargie à destination des adolescents.[réf. nécessaire]
En 2015, une première boutique est ouverte à Paris,. La même année, une deuxième levée de fonds de 5 millions d'euros est annoncée,. 
En 2016, l'entreprise intègre à son catalogue la mode femme et le design et se lance dans la création de ses propres marques. 
En 2018, 90% du chiffre d'affaires est réalisé en ligne « dont près des deux tiers réalisés hors de France ».
En mai 2024, Smallable est placée en redressement judiciaire. En juillet, l'entreprise est en liquidation judiciaire. Début septembre, AA Investments reprend les actifs de l'entreprise à la barre du tribunal de commerce de Paris. Smallable possède deux boutiques à Paris, un chiffre d'affaires de 75 millions d'euros en 2023 et compte plus de 90 salariés.